# لیو کووک-مان
لیو کووک-مان (تولد ۱ ژوئیه ۱۹۷۸) یک داور فوتبال اهل هنگ‌کنگ است. وی در سال ۲۰۰۸ وارد لیست بین‌المللی فیفا شده و همچنین در مرحله مقدماتی جام جهانی فوتبال ۲۰۱۴ (آسیا) و لیگ برتر فوتبال تایلند و لیگ قهرمانان آسیا و ای‌اف‌سی کاپ و مسابقات فوتبال زیر ۱۹ سال آسیا قضاوت کرده‌است.